# 357 a.C.
Il 357 a.C. (CCCLVII a.C. in numeri romani) è un anno  del IV secolo a.C.

## Eventi
- Matrimonio di Filippo II di Macedonia e Olimpiade d'Epiro.
- Filippo II conquista Amfipoli sulla costa settentrionale del Mar Egeo
- Rodi conquistata da Mausolo re di Alicarnasso.
- Approfittando della lontananza da Siracusa di Dionisio il giovane, Dione suscita una rivolta e diventa tiranno di questa città-stato.
- Roma
  - Consoli Gneo Manlio Capitolino Imperioso II e Gaio Marcio Rutilo

## Nati
- Sosifane, poeta e drammaturgo greco antico († 313 a.C.)

## Morti
- Cabria, militare ateniese
- Timoteo di Mileto, poeta greco antico (n. 446 a.C.)